# Imperial-Enlow
Imperial-Enlow és una concentració de població designada pel cens dels Estats Units a l'estat de Pennsilvània. Segons el cens del 2000 tenia 3.514 habitants.

## Demografia
Segons el cens del 2000, Imperial-Enlow tenia 3.514 habitants, 1.418 habitatges, i 979 famílies. La densitat de població era de 335,8 habitants per quilòmetre quadrat.
Dels 1.418 habitatges en un 34,8% hi vivien nens de menys de 18 anys, en un 51% hi vivien parelles casades, en un 13,4% dones solteres, i en un 30,9% no eren unitats familiars. En el 26,7% dels habitatges hi vivien persones soles el 10,7% de les quals corresponia a persones de 65 anys o més que vivien soles. El nombre mitjà de persones vivint en cada habitatge era de 2,48 i el nombre mitjà de persones que vivien en cada família era de 3,02.
Per edats la població es repartia de la següent manera: un 26,1% tenia menys de 18 anys, un 6,7% entre 18 i 24, un 32,1% entre 25 i 44, un 22,6% de 45 a 60 i un 12,5% 65 anys o més.
L'edat mediana era de 38 anys. Per cada 100 dones de 18 o més anys hi havia 88,3 homes.
La renda mediana per habitatge era de 40.668 $ i la renda mediana per família de 49.750 $. Els homes tenien una renda mediana de 38.318 $ mentre que les dones 26.171 $. La renda per capita de la població era de 22.226 $. Entorn del 6,9% de les famílies i el 8,7% de la població estaven per davall del llindar de pobresa.

## Poblacions properes
El següent diagrama mostra les poblacions més properes.